# Yessica Mouton
Yéssica Sharit Mouton Gianella (Santa Cruz de la Sierra, Bolivia; 30 de enero de 1988) es una modelo reina de belleza boliviana fue Srta Litoral 2011. en la cual con ese título le dio la oportunidad de participar en el Miss Bolivia 2011, en la que resultó ganadora, por lo que representó a su país en el Miss Universo 2012.

## Biografía
Yessica Mouton nació el 30 de enero de 1988 en la ciudad de Santa Cruz de la Sierra. En el 2023 Estudia Relaciones Públicas en la universidad NUR en el . Le gusta compartir en familia y escuchar música habla Inglés y español con fluidez. Yessica ha participado en competiciones desde la infancia se convirtió en la "Diosa de la Fortuna" Bingo Bahiti 2010, Quiere apoyar proyectos para así poder ayudar a los más necesitados del país. Primero se coronó Srta. Litoral 2011  y ahora es Miss Bolivia Universo y nos representó internacionalmente en el Miss Universo 2012. Ganó un auto Volkswagen, modelo Gol Hach Back 2012, la corona de plata y piedras preciosas, trajes de alta costura y productos de patrocinadores.

### Miss Bolivia 2011
Yessica Mouton, señorita Litoral 2011, era el nombre en el  Miss Universo Bolivia, fue ganadora de la corona del Miss Bolivia 2011 luchando con 21 candidatas del todo el país, ganó la corona el  30 de junio de 2011 en el salón de baile sirionó en la Fexpo en Santa Cruz, Bolivia fue coronada por Olivia Pinheiro , Miss Bolivia 2010.  Ella también ganó el título de Miss fotogénica.  Yessica dije: "Quiero representar a nuestro país en el extranjero para mostrar la belleza diversa de Bolivia, un país que estamos trabajando y la gente creativa.

### Reina Hispanoamericana 2011
El día jueves 27 de octubre de 2011, Yessica luchó por la corona de Reina Hispanoamericana 2011 entre 24 concursantes en la ciudad de Santa Cruz de la Sierra , Bolivia en la cual la ganadora fue Miss Curazao, Eva Van Putten, Yessica resultó como Primera Finalista en el Reina Hispanoamericana 2011, en la cual ganó el título previo de Mejor Rostro. El concurso fue transmitido por Unitel en Bolivia.

### Miss Universo 2012
Participó en Miss Universo 2012 concurso celebrado en Las Vegas , Nevada en la noche final no clasificó entre las finalistas.

### Vida personal
El 21 de diciembre de 2013 y a sus 25 años de edad Yessica Mouton contrajo matrimonio con Gerson Guiteras (1983). La ceremonia religiosa se llevó a cabo en la iglesia de Siervas de la Encarnación y la boda civil fue en la hacienda Patujú, cerca de la localidad Clara Chuchío.
El 30 de enero de 2014, un mes después de su matrimonio, Yessica Mouton anunciaba públicamente que se encontraba embarazada desde hace 4 meses y medio. El 30 de mayo de 2014, nació Gerson Guiteras Mouton, primogénito de la pareja, quien nació por cesárea en la clínica Niño Jesús I de la ciudad de Santa Cruz de la Sierra, pesando 3,200 kilogramos y una estatura de 52 centímetros.

#### Red PAT
El 9 de marzo de 2015, Yessica Mouton ingresó como participante al programa de concursos Esto es Guerra emitido por la Red PAT. Estaría en ese programa por medio año durante la primera y segunda temporada hasta el 17 de septiembre de 2015 cuando decide retirarse.
Luego de un año después, en 2016 ingresaría al programa de competición El Camión de tus Sueños.  Poco tiempo después, el 10 de abril de 2017, Mouton volvió nuevamente a la Red PAT como conductora del programa femenino "En Hora Buena" junto a Alexia Viruez y Gustavo Aguilar.
El 2 de junio de 2017, Yessica Mouton anunciaba que se encontraba nuevamente embarazada por segunda vez desde hace 1 mes y medio atrás. El 10 de enero de 2018, nació su segunda bebé Sharit Guiteras Mouton en la clínica Siraní, pesando 3,500 kilogramos y una estatura de 49 centímetros.

### Alcaldía de Santa Cruz
El 11 de mayo de 2021, el alcalde Jhonny Fernández decidió designar a la ex reina de belleza y Miss Bolivia 2011 Yessica Mouton de 33 años de edad, como la nueva directora general de protocolo y relaciones públicas del Gobierno Autónomo Municipal de Santa Cruz (GAMSC).